# 商品凉廊

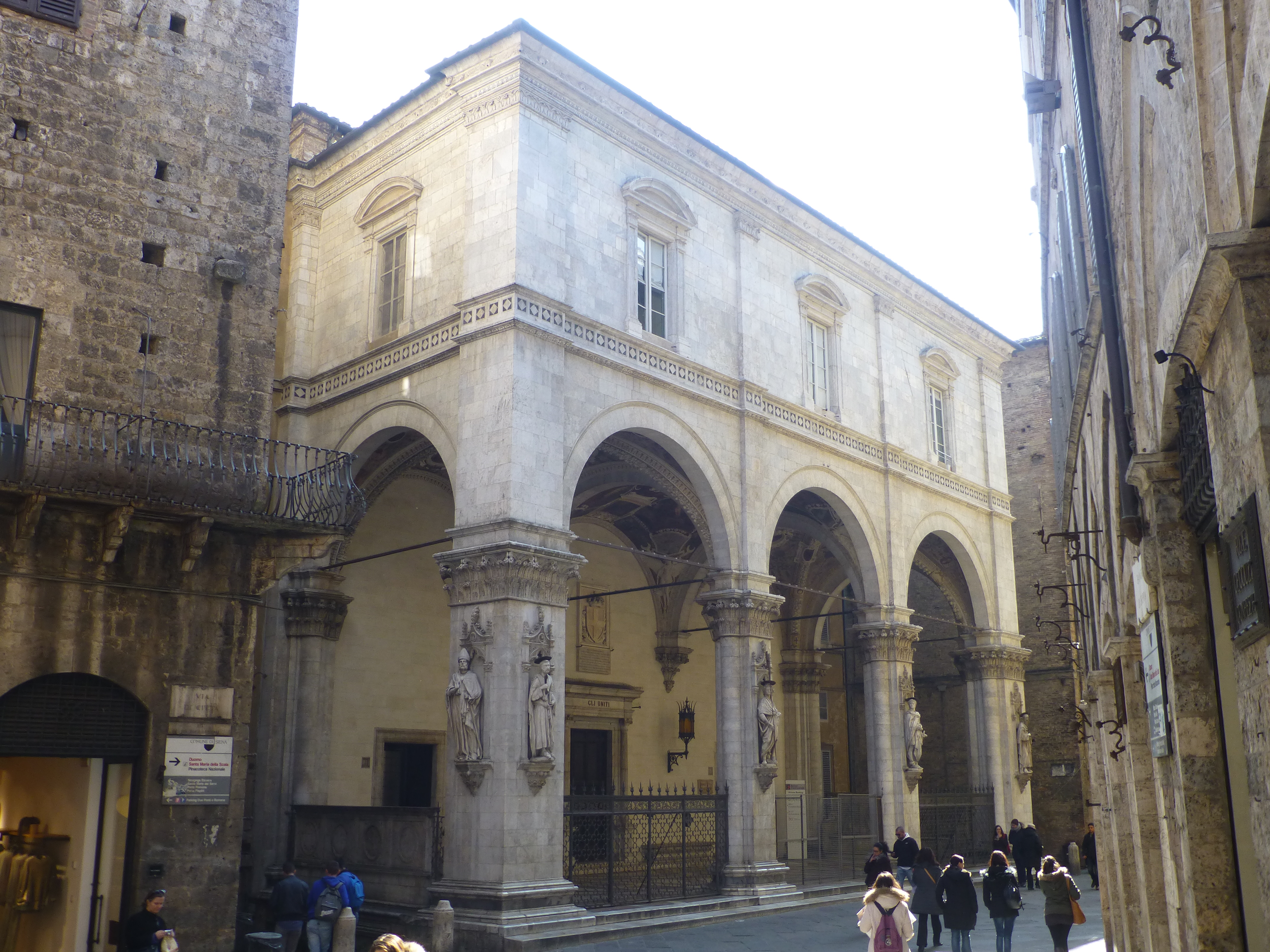
商品凉廊

商品凉廊（Loggia della Mercanzia）是意大利锡耶纳的贸易拱廊，一侧面临田野广场，另一侧是银行上街（Via Banchi di Sopra）、银行下街（Via Banchi di Sotto）和城市街（Via di Città）三条街的交汇处。
凉廊的下部建于15世纪，上部则建于18世纪。
Lorenzo di Pietro创作的圣彼得和圣保罗雕像，以及其他一些雕像，这些雕刻的装饰是锡耶纳文艺复兴时期最重要的，日期从1458年到1462年。